# Vosper & Company
Vosper & Company era una industria britannica del settore della cantieristica navale che aveva la sua sede a Portsmouth nella contea inglese dell'Hampshire.
L'impresa venne fondata nel 1871 da Herbert Edward Vosper, operando nel campo del riallestimento e delle riparazioni navali.
All'inizio del nuovo secolo l'attività venne estesa alla costruzione di piccole imbarcazioni, caldaie e motori marini. Nel 1936 la società divenne una public company. Alla fine degli anni trenta e nel corso della seconda guerra mondiale la società divenne famosa per la costruzione di motocannoniere e motosiluranti da 70 piedi il cui prototipo fu la MTB 102 lunga 68 piedi.
Nel dopoguerra alcune Vosper entrarono a far parte delle Marina Militare Italiana.
Nel corso degli anni sessanta l'azienda si è specializzata anche nella realizzazioni di navi di maggiore dislocamento, quali le fregate Classe Alvand per la marina dell'Iran e varie unità di attacco rapido per marine emergenti quali le motocannoniere missilistiche classe Ramadan realizzate per la marina egiziana. Nel 1966 la compagnia si fuse con la Thornycroft per dare vita alla Vosper Thornycroft.